# Новосельское (Одесская область)
Новосельское (укр. Новосільське) — село в Ренийской городской общине Измаильского района Одесской области Украины.
Население по переписи 2001 года составляло 3586 человека. Почтовый индекс — 68830. Телефонный код — 4872. Занимает площадь 3.61 км². Код КОАТУУ — 5124182901.

## История
В 1945 г. Указом ПВС УССР село Сатуново переименовано в Новосельское.